# Ichthyophis laosensis
Ichthyophis laosensis é uma espécie de anfíbio gimnofiono. É endémica do Laos, sendo conhecido apenas um espécime de uma única localidade não específica designada por Edward Harrison Taylor como "Upper Laos [Lao People's Democratic Republic]" (Laos superior). Presume-se que ocorra em floresta tropical húmida, seja subterrânea e que a sua reprodução seja ovípara com ovos terrestres e larvas aquáticas.